# Rite copte
Pour les articles homonymes, voir Copte (homonymie).
Le rite copte ou rite alexandrin est le rite liturgique employé par l'Église copte orthodoxe et l'Église catholique copte.

## Historique
Le rite copte est à l'origine le rite de l'Église d'Alexandrie. L'Église orthodoxe d'Alexandrie l'a abandonné pour adopter le rite byzantin.

### Art sacré

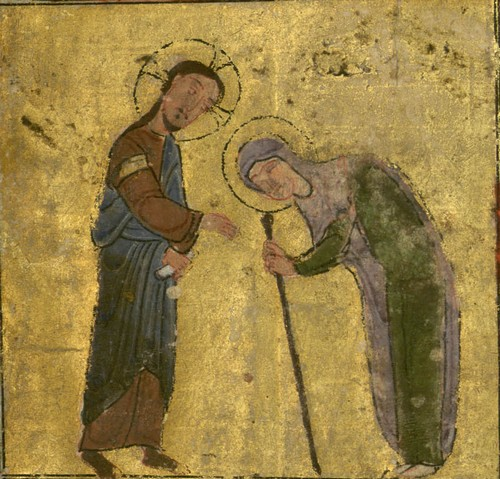
Évangéliaire copte, La guérison de la femme courbée (Luc) -1250

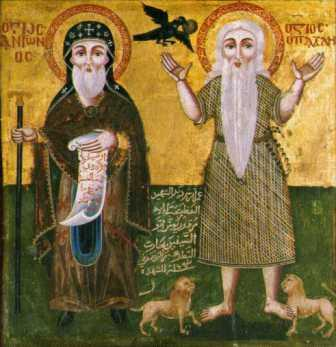
Icône copte, Saint Antoine et Saint Paul ermite